# ヴォーニャイ県
ヴォーニャイ県（ヴォーニャイけん、ベトナム語：Huyện Võ Nhai / 縣武崖?）は、ベトナム社会主義共和国タイグエン省の県である。面積は845.10 km²、人口は83,120人（2019年）である。